# Bethanienkirche (Berlin-Weißensee)
Die auf dem Mirbachplatz in Berlin-Weißensee stehende Bethanienkirche wurde wegen der beachtlichen Steigerung der Einwohnerzahl in Neu-Weißensee in den Gründerjahren zwischen 1900 und 1902 erbaut. Nach stärksten Kriegsschäden am Kirchengebäude blieb im Wesentlichen der Kirchturm erhalten, die kirchliche Nutzung musste aber aufgegeben werden.

## Geschichte
Die nach dem Ort Bethanien benannte Kirche wurde nach Plänen des Architekten und Geheimen Rats Ludwig von Tiedemann und von Robert Leibnitz im neogotischen Stil errichtet und am 26. Oktober 1902 im Beisein von Kaiser Wilhelm II. und Kaiserin Auguste Viktoria eröffnet. Zu Ehren der Kaiserin erhielt eine der drei Glocken des Kirchengeläuts den Namen „Auguste Victoria“. Das Geläut wurde bereits im Juli 1902 durch den Oberhofmeister von Mirbach und den Komponisten Theodor Krause aus dem Akademischen Institut für Kirchenmusik abgenommen.
Schnitzaltar und Kanzel schufen die Firma Gustav Kuntzsch aus Wernigerode, den steinernen Kanzelfuß Steinmetzmeister Otto Plöger aus Alt-Berlin. Der Altar wurde wegen seiner Höhe im Jahre 1905 an die Glaubenskirche (Berlin-Lichtenberg) abgegeben und dort aufgestellt. Die Bethanienkirche erhielt – mit Rücksicht auf das mittlere Chorfenster – einen neuen Altar mit niedrigerem Retabel. Der ursprüngliche Altar ist in der früheren Glaubenskirche (seit 2005 St.-Antonius- und St.-Shenouda-Kirche) erhalten. Die Orgel wurde 1902 von der Firma E. F. Walcker & Cie. geliefert und besaß zwei Manuale, Pedal und 26 Register.
Im Zweiten Weltkrieg wurde der Bau fast vollständig zerstört, einzig der beschädigte 65 Meter hohe Turm mit dem ursprünglichen Geläut, der sich im Westen der Kirche über einem kreuzförmigen Grundriss mit Armen von fast gleicher Länge erhebt, blieb erhalten.

## Verkauf und neue Nutzung ab 2021
Im Jahr 2001 hatte der aus Wuppertal stammende Architekt Bernd Bötzel im Rahmen einer Universitätsveranstaltung die Ruine der Bethanienkirche und Ideen zur denkmalgerechten Umnutzung vorgestellt. Diese Visionen verdichtete er zu Planungen, die nach einer Sanierung des Kirchenschiffs und einer Umbauung des Kirchturms die Einrichtung mehrerer großzügiger Eigentumswohnungen vorsehen. Mit den Ideen wandte er sich an das Bezirksamt Pankow und die Denkmalpflege, die schließlich im Mai 2020 dem Projekt die Baugenehmigung erteilten. Der Kaufvertrag mit einem Berliner, der das Projekt realisieren und mit seiner Familie in die große Turm-Wohnung einziehen will, wurde am 18. Januar 2021 abgeschlossen. Der symbolische Baustart erfolgte im Herbst mit dem Ziel, das Projekt bis Sommer 2023 fertigzustellen. Einige auf der Freifläche gewachsene Bäume werden für die Bauarbeiten gefällt, aber durch Neupflanzungen ersetzt.
Das Wahrzeichen von Weißensee wird damit dauerhaft gesichert.
Im Mai 2022 begannen die konkreten Bauvorbereitungsmaßnahmen wie die dauerhafte Sicherung der Ruine mittels Metallstreben, Versteifungen und Klammern. Danach werden  das Innere erneuert und Anbauten hinzugefügt, so dass am Ende 17 hochwertige Wohnungen teilweise als Lofts entstehen.

## Lage und Baubeschreibung
Der Mirbachplatz, benannt nach dem Oberhofmeister Ernst Freiherr von Mirbach, der sich um die Finanzierung des Kirchenbaus verdient gemacht hatte, ist Kreuzungspunkt der Pistoriusstraße mit der Schönstraße, der Gäblerstraße, der Behaimstraße und der Max-Steinke-Straße. Die Kirche war somit von allen zuführenden Straßen aus zu sehen.
Baubeherrschend war und ist der mächtige Kirchturm mit quadratischem Grundriss, der bis weit über das Dach des Haupthauses mit Kalksandstein verkleidet ist. Ihm angebaut ist der Eingangsbereich der Kirche, das Portal als Spitzbogen ausgeführt. Über dem Turmschaft erhebt sich das Glockengeschoss aus Backsteinen, das von schlanken bogenförmigen Schallöffnungen mit Wimpergen darüber gebildet wird. Auf dem Glockengeschoss ist ein vierseitiger Pfeilergiebel angeordnet, auf dem ein längsgerichtetes Satteldach einen verkupferten Dachreiter trägt.
Im Turm wurde ein dreistimmiges Geläut aus Gussstahl-Glocken, die im Bochumer Verein Ende der 1890er Jahre gegossen worden waren, eingebaut. Eine Inventarliste der Gießerei enthält folgende Angaben: das Ensemble aus Glocken mit Klöppel, Lager, Achsen und Läutehebel kostete in der Herstellung 7891 Mark.
| Glocke | Schlagton | Gewicht   | Durchmesser | Höhe    | Inschrift        |
| ------ | --------- | --------- | ----------- | ------- | ---------------- |
| 1      | 0a°       | 3211,5 kg | 1988 mm     | 1750 mm | unbekannt        |
| 2      | cis′      | 1621 kg   | 1574 mm     | 1380 mm | Auguste Victoria |
| 3      | 0e′       | 1109 kg   | 1387 mm     | 1225 mm | unbekannt        |

Das Geläut ist erhalten (siehe oben) und soll nach dem Umbau zu Wohnungen teilweise wieder in Betrieb genommen werden. Hierbei werden jedoch geräuschdämmende Einbauten vorgenommen.
Das zugehörige Gemeindehaus Bethanien steht südöstlich des Platzes an der Ecke Max-Steinke-Straße/Pistoriusstraße. Die vielgliederige Anlage, 1908 im Heimatstil errichtet, wurde im Krieg kaum beschädigt und dient weiterhin kirchlichen Zwecken. Auffällig ist das mit Skulpturen reich geschmückte Portal in romanischen Formen.